# 1204년

## 연호
- 남송(南宋) 가태(嘉泰) 4년
- 금(金) 태화(泰和) 4년
- 일본(日本) 겐닌(建仁) 4년 / 겐큐(元久) 원년
- 서하(西夏) 천경(天慶) 11년
- 리 왕조(李朝) 티엔자바오흐우(天嘉寶祐) 3년

## 기년
- 남송(南宋) 영종(寧宗) 10년
- 금(金) 장종(章宗) 15년
- 고려(高麗) 신종(神宗) 7년
- 서하(西夏) 환종(桓宗) 11년
- 리 왕조(李朝) 고종(高宗) 29년

## 사건
- 4월 13일 - 4차 십자군이 콘스탄티노플을 함락시키다.
- 5월 16일 - 보두앵 1세가 콘스탄티노플을 수도로 하는 라틴 제국을 건국하다.
- 신종, 왕의 자리에 오른지 7년 만에 세상을 떠남. 방년 62세, 향년 61세.
- 신종의 아들 영이 24세의 나이로 왕위에 오름.  고려 21대 국왕 희종.

## 사망
- 고려(高麗)의 20대 국왕(國王) 신종(神宗)
- 4월 1일 - 프랑스의 왕비이자 잉글랜드의 왕비인 아키텐의 엘레오노르